# مسجد قاميشان (السليمانية)
مسجد قاميشان هو من مساجد العراق الأثرية والتراثية، ويقع في محافظة السليمانية، وبني وشيد في عام 1275هـ/1858م، من قبل عبد الله باشا الأخير مع جمع من المحسنين من أهالي المنطقة، وفيهِ مبنى مدرسة قديمة على أمل أفتتاحها قريباً، وكان في مكان المسجد حقل قصب وعين ماء ثم أندرست بعد تعميره واعادة بناؤه، ومن ملحقاته مبنى عمارتين وقفت مواردها للمسجد، وتبلغ مساحتهُ الكلية حوالي 1000م2 تقريباً، وفيهِ باحة كبيرة لها أقواس وايوانات ويقوم مصلى الحرم على أعمدة كونكريتية حديثة ويحتوي على محراب وشيدت للمصلى سقوف ثانوية حديثة، ولهُ ستة نوافذ مقوسة بنيت على طراز معماري قديم، وتبلغ مساحة الحرم 200 م2، وقبالة الحرم طارمة ذات مساحة 200 م2، وتقوم على أعمدة من من الكونكريت عددها أربعة، وكذلك يحتوي على غرفة للإمام، وتقام في المسجد حالياً الصلوات الخمس المكتوبة.